# 梁少坡
梁少坡（？—？），籍貫廣東，出生於南洋，在香港接受教育，是香港默片電影時代萌芽期的導演之一。

## 生平
1909年曾參與電影《偷燒鴨》的製作與拍攝工作。1910年，遠赴上海學習電影業務。回港後，大量閱讀有關電影書籍。1922年與黎民偉等人創立民新影片公司，並在民新第一齣電影《胭脂》演出毛大一角。同年，與他的弟弟在廣州成立鑽石影片公司，執導《愛河朝》。1926年，為南越影片公司編寫電影《添丁發財》的劇本。1930年加入華聯影業公司擔任編導，並在華聯演員養成所出任導師。

## 外部連結
- YouTube上的默片《添丁發財》電影本事（1928年）
- 梁少坡在互联网电影资料库（IMDb）上的資料（英文）（英文）
- 梁少坡在香港影庫上的簡介
- 梁少坡在时光网上的簡介（简体中文）